# Condado de la Maza
El condado de la Maza es un título nobiliario español creado por el rey Alfonso XIII en favor de Leopoldo Sainz de la Maza y Gutiérrez-Solana, mayordomo de semana del rey, mediante real decreto del 27 de enero de 1910 y despacho expedido el 18 de abril del mismo año.

## Condes de la Maza
|                           | Titular                                      | Periodo                   |
| Creación por Alfonso XIII | Creación por Alfonso XIII                    | Creación por Alfonso XIII |
| ------------------------- | -------------------------------------------- | ------------------------- |
| I                         | Leopoldo Sainz de la Maza y Gutiérrez-Solana | 1910-1954                 |
| II                        | Leopoldo Sainz de la Maza y Falcó            | 1954-2002                 |
| III                       | Leopoldo Sainz de la Maza e Ybarra           | 2003-hoy                  |

## Historia de los condes de la Maza
- Leopoldo Sainz de la Maza y Gutiérrez-Solana (m. Morón de la Frontera, 6 de febrero de 1954), I conde de la Maza, mayordomo de semana del rey Alfonso XIII y caballero de la Orden de Calatrava.[1]

Casó con María Cristina Falcó y Álvarez de Toledo, VII condesa de Frigiliana. El 19 de julio de 1955, tras solicitud cursada el 23 de julio de 1954 (BOE del día 27 de ese mes), le sucedió su hijo:
- Leopoldo Sainz de la Maza y Falcó (m. Morón de la Frontera, 22 de julio de 2002), II conde de la Maza, VIII conde de Frigiliana, caballero de Calatrava, maestrante de Sevilla, Gran Cruz del Mérito Aeronáutico, Cruz de Sufrimientos por la Patria.[5]

Casó con Victoria Ybarra Allende. El 1 de abril de 2003, tras solicitud cursada el 5 de noviembre de 2002 (BOE del día 26) y orden del 26 de febrero de 2003 para que se expida la correspondiente carta de sucesión (BOE del 21 de marzo), le sucedió su hijo:
- Leopoldo Sainz de la Maza e Ybarra (n. Madrid, 14 de noviembre de 1958[6]), III conde de la Maza.[9]

Casó en Río de Janeiro con Andrea Lowndes.